# Soline
Soline je vesnice a přímořské letovisko v Chorvatsku v Dubrovnicko-neretvanské župě, spadající pod opčinu Župa Dubrovačka. Nachází se asi 12 km jihovýchodně od Dubrovníku. V roce 2011 zde žilo celkem 268 obyvatel.
Vesnice je napojena na silnici D8. Sousedními vesnicemi jsou Mlini, Plat a Zavrelje.